# Liga dos Campeões da CAF de 2018 – Fase Final
A Fase Final da Liga dos Campeões da CAF de 2018 foi disputada entre os dias 14 de setembro até 9 de novembro. Um total de oito equipes participaram desta fase.

## Equipes classificadas
Os vencedores e segundo-lugares de cada grupo da fase de grupos avançaram para as quartas de final.
| Grupo | Vencedores       | Segundo-lugares    |
| ----- | ---------------- | ------------------ |
| A     | Al-Ahly          | Espérance de Tunis |
| B     | TP Mazembe       | ES Sétif           |
| C     | Wydad Casablanca | Horoya             |
| D     | Étoile du Sahel  | 1º de Agosto       |

## Calendário
O calendário para cada rodada é o seguinte:
| Rodada           | Partida de ida    | Partida de volta  |
| ---------------- | ----------------- | ----------------- |
| Quartas de final | 14–15 de setembro | 21–22 de setembro |
| Semifinais       | 2 de outubro      | 23 de outubro     |
| Final            | 2 de novembro     | 9 de novembro     |

## Chaveamento
O chaveamento foi definido por um sorteio realizado em 3 de setembro de 2018.
|  | Quartas de final    | Quartas de final    | Quartas de final    | Quartas de final    |   |              | Semifinais        | Semifinais        | Semifinais        | Semifinais        |  |         | Final             | Final             | Final             | Final             |  |  |
|  | 14 – 22 de setembro | 14 – 22 de setembro | 14 – 22 de setembro | 14 – 22 de setembro |   |              | 2 – 23 de outubro | 2 – 23 de outubro | 2 – 23 de outubro | 2 – 23 de outubro |  |         | 2 – 9 de novembro | 2 – 9 de novembro | 2 – 9 de novembro | 2 – 9 de novembro |  |  |
|  |                     |                     |                     |                     |   |              |                   |                   |                   |                   |  |         |                   |                   |                   |                   |  |  |
|  | Horoya              | 0                   | 0                   | 0                   |   |              |                   |                   |                   |                   |  |         |                   |                   |                   |                   |  |  |
|  | Al-Ahly             | 0                   | 4                   | 4                   |   |              |                   |                   |                   |                   |  |         |                   |                   |                   |                   |  |  |
|  | Al-Ahly             | 0                   | 4                   | 4                   |   | Al-Ahly      | 2                 | 1                 | 3                 |                   |  |         |                   |                   |                   |                   |  |  |
|  |                     |                     |                     |                     |   | Al-Ahly      | 2                 | 1                 | 3                 |                   |  |         |                   |                   |                   |                   |  |  |
|  |                     | ES Sétif            | 0                   | 2                   | 2 |              |                   |                   |                   |                   |  |         |                   |                   |                   |                   |  |  |
|  | ES Sétif            | ES Sétif            | 0                   | 2                   | 2 | 1            | 0                 | 1                 |                   |                   |  |         |                   |                   |                   |                   |  |  |
|  | ES Sétif            |                     |                     |                     |   | 1            | 0                 | 1                 |                   |                   |  |         |                   |                   |                   |                   |  |  |
|  | Wydad Casablanca    | 0                   | 0                   | 0                   |   |              |                   |                   |                   |                   |  |         |                   |                   |                   |                   |  |  |
|  | Wydad Casablanca    | 0                   | 0                   | 0                   |   |              |                   |                   |                   |                   |  | Al-Ahly | 3                 | 0                 | 3                 |                   |  |  |
|  |                     |                     |                     |                     |   |              |                   |                   |                   |                   |  | Al-Ahly | 3                 | 0                 | 3                 |                   |  |  |
|  |                     | Espérance de Tunis  | 1                   | 3                   | 4 |              |                   |                   |                   |                   |  |         |                   |                   |                   |                   |  |  |
|  | 1º de Agosto (gf)   | Espérance de Tunis  | 1                   | 3                   | 4 | 0            | 1                 | 1                 |                   |                   |  |         |                   |                   |                   |                   |  |  |
|  | 1º de Agosto (gf)   |                     |                     |                     |   | 0            | 1                 | 1                 |                   |                   |  |         |                   |                   |                   |                   |  |  |
|  | TP Mazembe          | 0                   | 1                   | 1                   |   |              |                   |                   |                   |                   |  |         |                   |                   |                   |                   |  |  |
|  | TP Mazembe          | 0                   | 1                   | 1                   |   | 1º de Agosto | 1                 | 2                 | 3                 |                   |  |         |                   |                   |                   |                   |  |  |
|  |                     |                     |                     |                     |   | 1º de Agosto | 1                 | 2                 | 3                 |                   |  |         |                   |                   |                   |                   |  |  |
|  |                     | Espérance de Tunis  | 0                   | 4                   | 4 |              |                   |                   |                   |                   |  |         |                   |                   |                   |                   |  |  |
|  | Espérance de Tunis  | Espérance de Tunis  | 0                   | 4                   | 4 | 2            | 1                 | 3                 |                   |                   |  |         |                   |                   |                   |                   |  |  |
|  | Espérance de Tunis  |                     |                     |                     |   | 2            | 1                 | 3                 |                   |                   |  |         |                   |                   |                   |                   |  |  |
|  | Étoile du Sahel     | 1                   | 0                   | 1                   |   |              |                   |                   |                   |                   |  |         |                   |                   |                   |                   |  |  |

## Quartas de final
| Equipe 1           | Total    | Equipe 2         | 1.º jogo | 2.º jogo |
| ------------------ | -------- | ---------------- | -------- | -------- |
| 1º de Agosto       | 1–1 (gf) | TP Mazembe       | 0–0      | 1–1      |
| Espérance de Tunis | 3–1      | Étoile du Sahel  | 2–1      | 1–0      |
| ES Sétif           | 1–0      | Wydad Casablanca | 1–0      | 0–0      |
| Horoya             | 0–4      | Al-Ahly          | 0–0      | 0–4      |

### Partidas de ida
| 14 de setembro | Horoya | 0 – 0     | Al-Ahly | Stade du 28 Septembre, Conacri |
| 16:00 (UTC+0)  |        | Relatório |         | Árbitro: TUN Youssef Essrayri  |

| 14 de setembro | ES Sétif     | 1 – 0     | Wydad Casablanca | Stade 8 Mai 1945, Sétif         |
| 20:00 (UTC+1)  | Diomande 16' | Relatório |                  | Árbitro: GAB Eric Otogo-Castane |

| 15 de setembro | 1º de Agosto | 0 – 0     | TP Mazembe | Estádio Nacional 11 de Novembro, Luanda |
| 17:00 (UTC+1)  |              | Relatório |            | Árbitro: MAR Rédouane Jiyed             |

| 15 de setembro | Espérance de Tunis        | 2 – 1     | Étoile du Sahel | Stade Olympique de Radès, Radès    |
| 20:00 (UTC+1)  | Dhaouadi 2' · Derbali 77' | Relatório | Jemal 28'       | Árbitro: ETH Bamlak Tessema Weyesa |

### Partidas de volta
| 21 de setembro | TP Mazembe | 1 – 1     | 1º de Agosto | Stade TP Mazembe, Lubumbashi   |
| 15:00 (UTC+2)  | Muleka 12' | Relatório | Bokamba 34'  | Árbitro: ALG Mehdi Abid Charef |

1–1 no placar agregado. 1º de Agosto venceu pela regra do gol fora de casa.
| 21 de setembro | Étoile du Sahel | 0 – 1     | Espérance de Tunis | Stade Olympique de Sousse, Sousse |
| 17:00 (UTC+1)  |                 | Relatório | Coulibaly 87'      | Árbitro: RSA Victor Gomes         |

Espérance de Tunis venceu por 3–1 no placar agregado.
| 21 de setembro | Wydad Casablanca | 0 – 0     | ES Sétif | Estádio Mohammed V, Casablanca |
| 20:00 (UTC+1)  |                  | Relatório |          | Árbitro: SEY Bernard Camille   |

ES Sétif venceu por 1–0 no placar agregado.
| 22 de setembro | Al-Ahly                                                 | 4 – 0     | Horoya | Estádio Al-Salam, Cairo     |
| 21:00 (UTC+2)  | Soliman 32' · Mohareb 53' · S. Mohsen 69' · Fathy 90+2' | Relatório |        | Árbitro: GAM Bakary Gassama |

Al-Ahly venceu por 4–0 no placar agregado.

## Semifinais
| Equipe 1     | Total | Equipe 2           | 1.º jogo | 2.º jogo |
| ------------ | ----- | ------------------ | -------- | -------- |
| Al-Ahly      | 3–2   | ES Sétif           | 2–0      | 1–2      |
| 1º de Agosto | 3–4   | Espérance de Tunis | 1–0      | 2–4      |

### Partidas de ida
| 2 de outubro  | 1º de Agosto | 1 – 0     | Espérance de Tunis | Estádio Nacional 11 de Novembro, Luanda |
| 17:00 (UTC+1) | Buá 82'      | Relatório |                    | Árbitro: SEN Maguette N'Diaye           |

| 2 de outubro  | Al-Ahly                   | 2 – 0     | ES Sétif | Estádio Al-Salam, Cairo            |
| 21:00 (UTC+2) | Soliman 23' · Mohareb 41' | Relatório |          | Árbitro: ETH Bamlak Tessema Weyesa |

### Partidas de volta
| 23 de outubro | Espérance de Tunis                                       | 4 – 2     | 1º de Agosto             | Stade Olympique de Radès, Radès |
| 17:00 (UTC+1) | Belaïli 16' (pen) · Yacoubi 27' · Jouini 73' · Badri 85' | Relatório | Geraldo 8' · Bokamba 64' | Árbitro: ZAM Janny Sikazwe      |

Espérance de Tunis venceu por 4–3 no placar agregado.
| 23 de outubro | ES Sétif               | 2 – 1     | Al-Ahly     | Stade 8 Mai 1945, Sétif   |
| 20:00 (UTC+1) | Bakir 67' · Ghacha 72' | Relatório | Soliman 61' | Árbitro: RSA Victor Gomes |

Al-Ahly venceu por 3–2 no placar agregado.

## Final
| Equipe 1 | Total | Equipe 2           | 1.º jogo | 2.º jogo |
| -------- | ----- | ------------------ | -------- | -------- |
| Al-Ahly  | 3–4   | Espérance de Tunis | 3–1      | 0–3      |

### Partida de ida
| 2 de novembro | Al-Ahly                                    | 3 – 1     | Espérance de Tunis | Estádio Borg El Arab, Alexandria |
| 21:00 (UTC+2) | Soliman 34' (pen), 77' (pen) · Elsolia 58' | Relatório | Belaïli 64' (pen)  | Árbitro: ALG Mehdi Abid Charef   |

### Partida de volta
| 9 de novembro | Espérance de Tunis         | 3 – 0     | Al-Ahly | Stade Olympique de Radès, Radès    |
| 20:00 (UTC+1) | Bguir 45', 54' · Badri 86' | Relatório |         | Árbitro: ETH Bamlak Tessema Weyesa |